# Vladimir Nikolaevič Losskij
Vladimir Nikolaevič Losskij, in russo Владимир Николаевич Лосский? (Gottinga, 26 maggio 1903 – Parigi, 7 febbraio 1958), è stato un filosofo e teologo russo.

## Biografia
Vladimir Losskij nacque a Gottinga, in Germania, dove la sua famiglia soggiornava momentaneamente. Suo padre, il filosofo intuitivista Nikolaj Onufrievič Losskij, era all'epoca professore di filosofia a San Pietroburgo.
Studiò al ginnasio N°1 di Pietrogrado e nel 1920 cominciò gli studi in lettere. All'età di diciannove anni rimase profondamente colpito dal processo e dall'esecuzione del metropolita Benjamin di Pietrogrado da parte dei bolscevichi.
La sua famiglia fu espulsa dal governo bolscevico, nel 1922, nel contesto dell'operazione repressiva chiamata la «nave dei filosofi».
Studiò alla facoltà di Arte dell'Università di Pietrogrado (1920-1922) e proseguì i suoi studi a Praga (1922-1924), dove la sua famiglia si era stabilita. Nel 1924 si trasferì a Parigi, dove visse fino alla morte. Seguì i corsi di Étienne Gilson e si laureò alla Sorbona, specializzandosi in filosofia medievale.
Fu tra i fondatori e il primo decano dell'Institut Saint-Denis de Paris (1945), dove insegnò teologia dogmatica e storia della Chiesa fino al 1953. Nel 1945 e nel 1946, all'École pratique des Hautes Études, tenne una serie di conferenze i cui testi furono riuniti nel volume Visione di Dio.
Nonostante l'esilio francese, mantenne i suoi legami con il Patriarcato di Mosca. In teologia, è annoverato tra i principali rappresentanti della neo-patristica.
Morì nel 1958, a Parigi, nella sua abitazione sull'île Saint-Louis.

## La ricerca
Vladimir Nikolaevič Losskij si forma sui testi fondamentali della spiritualità occidentale (Meister Eckhart), posti in relazione con la teologia orientale (Massimo il Confessore, Gregorio Palamas). Nei rapporti con la Chiesa occidentale, intervenne attivamente nel dibattito sul Filioque.
Tra le sue opere più rilevanti vi è Teologia mistica della Chiesa d'Oriente, libro incentrato sulla componente mistica della religione ortodossa, in cui Losskij sottolineò l'importanza  dell'apofatismo. Secondo Losskij, non vi è teologia al di fuori dell'esperienza, che impegna l'uomo totalmente e lo rinnova. Non si può essere teologia se non si segue la «via dell'unione con Dio». La via della conoscenza di Dio è quella della «deificazione».

## Opere
(elenco parziale)
- Saggio sulla teologia mistica della chiesa d'Oriente, 1944.
- A immagine e somiglianza di Dio, 1967.